# Wiek pary

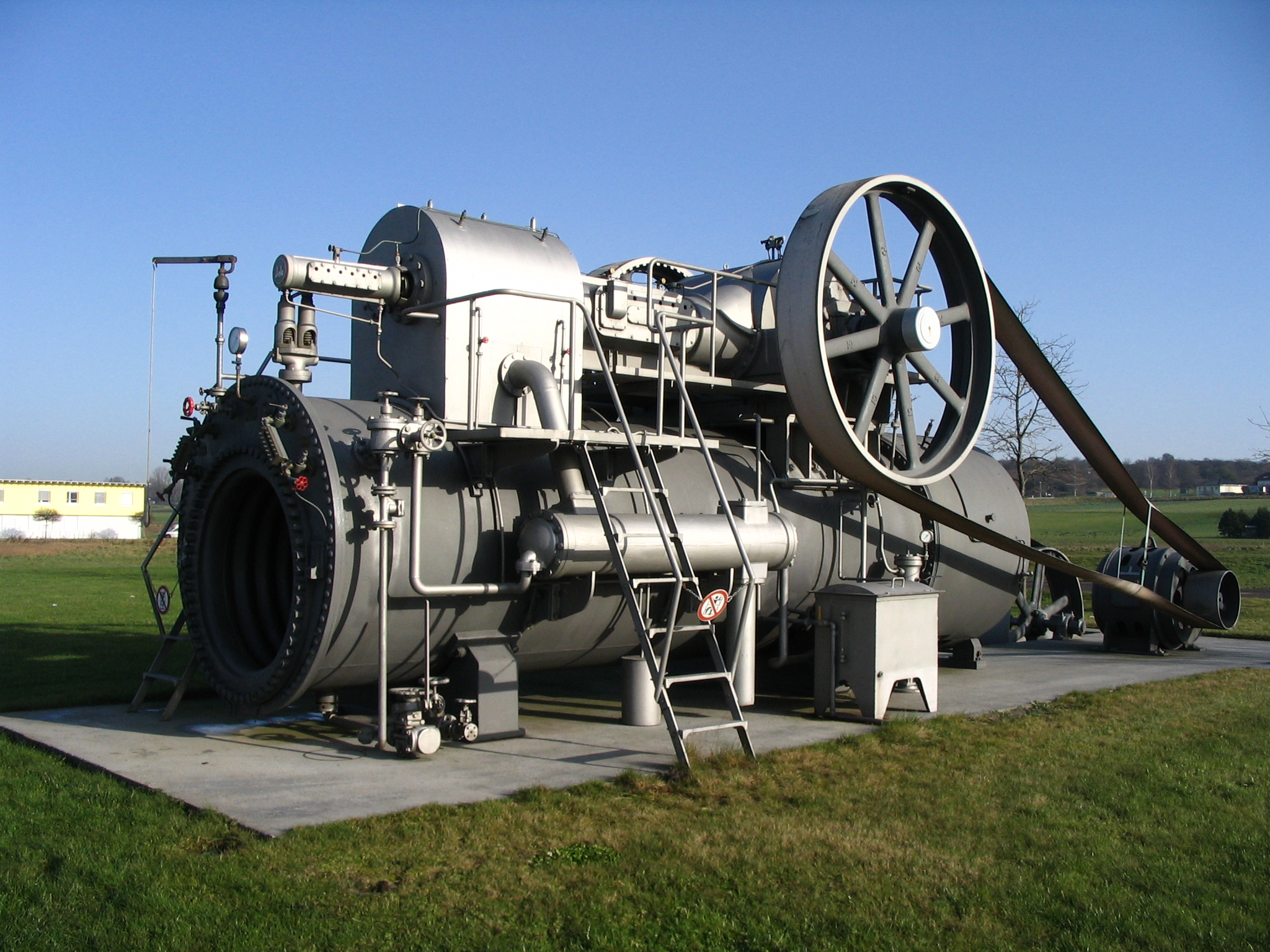
Lokomobila stała z
maszyną parową

Wiek pary (ang. steam age), określenie XIX wieku, nawiązujące do rewolucji przemysłowej, która miała wtedy miejsce, zwłaszcza w Wielkiej Brytanii i powszechnie stosowanej wtedy maszyny parowej jako źródła napędu.
Wiek pary nadał nazwę steampunkowi, kierunkowi w fantastyce.